# Gräve kyrka
Gräve kyrka ligger i västra delen av Örebro kommun. Kyrkan tillhör Tysslinge församling inom Norra Närkes kontrakt, Strängnäs stift i Svenska kyrkan. Gräve kyrka är sockenkyrka för Gräve socken.

## Kyrkobyggnaden
I sin nuvarande form består kyrkan av ett långhus med ett tresidigt kor i öster. Norr om koret finns en vidbyggd sakristia. Vid långhusets västra sida finns kyrktorn med ingång. Långhus, kor och sakristia har tak täckta med svartmålad plåt. Kyrkans fasader är belagda med puts målad i rosa kulör.
Av medeltidskyrkan återstår det romanska tornet, sannolikt byggt på 1100-talets senare hälft. Tornet är unikt på så sätt att det innehåller ett kapell. På 1760-talet revs den ursprungliga kyrkan, med undantag för tornet. 1762-1764 uppfördes nuvarande långhus med ett tresidigt kor. Sakristian, möjligen från 1500-talet, behölls. Vid en restaurering 1899 försågs kyrkan med ett trägolv.

## Inventarier
- Nuvarande dopfunt av kalksten tillkom år 1930.
- En predikstol tillkom år 1635. Nuvarande predikstol tillkom vid ombyggnaden åren 1762-1764.
- Nuvarande altaruppsats tillkom vid ombyggnaden åren 1762-1764.
- Av kyrkklockorna är lillklockan gjuten år 1590 av Borchart Jensen. Storklockan är gjuten år 1617.

## Orgel
- Tidigare användes ett harmonium.
- Orgelläktaren byggdes 1934, och då tillkom en orgel med 8 stämmor, levererad av E. A. Setterquist & Son, Örebro. Orgeln är pneumatisk och har en fri och 4 fasta kombinationer. Svällare för hela orgeln finns. Den utökades 1959 av E. A. Setterquist & Son Eftr., Örebro, med tre stämmor.

| Manual I           | Manual II     | Pedal      | Koppel    |
| Principal 8´       | Rörflöjt 8´   | Subbas 16´ | I/P       |
| Gedackt 8´         | Vox retusa 8´ |            | II/P      |
| Oktava 4´          | Kvintadena 4' |            | II/I      |
| Flöjt 4´           | Gemshorn 2'   |            | I 4'/I    |
| Nasard 2 2/3'      |               |            | II 16'/I  |
| Ters 1 3/5'        |               |            | II 16'/II |
| Rauschkvint 2 chor |               |            | I 4'/P    |